# Lanceï Diakité
Pour les articles homonymes, voir Diakité.
Lanceï Diakité est un député et homme politique guinéen.
Député uninominale de la circonscription de Kankan de mars 2020 au 5 septembre 2021,.

## Biographie
Député uninominal de Kankan, il remplace Louceny Fofana décédé le 3 mai 2020, il appartient de 2020 à 2021 à la dernière législature de mars 2020. Il est membre de la commission éducation de la 9eme législative de la république de Guinée sous la présidence Alpha Condé,.